# Rampe

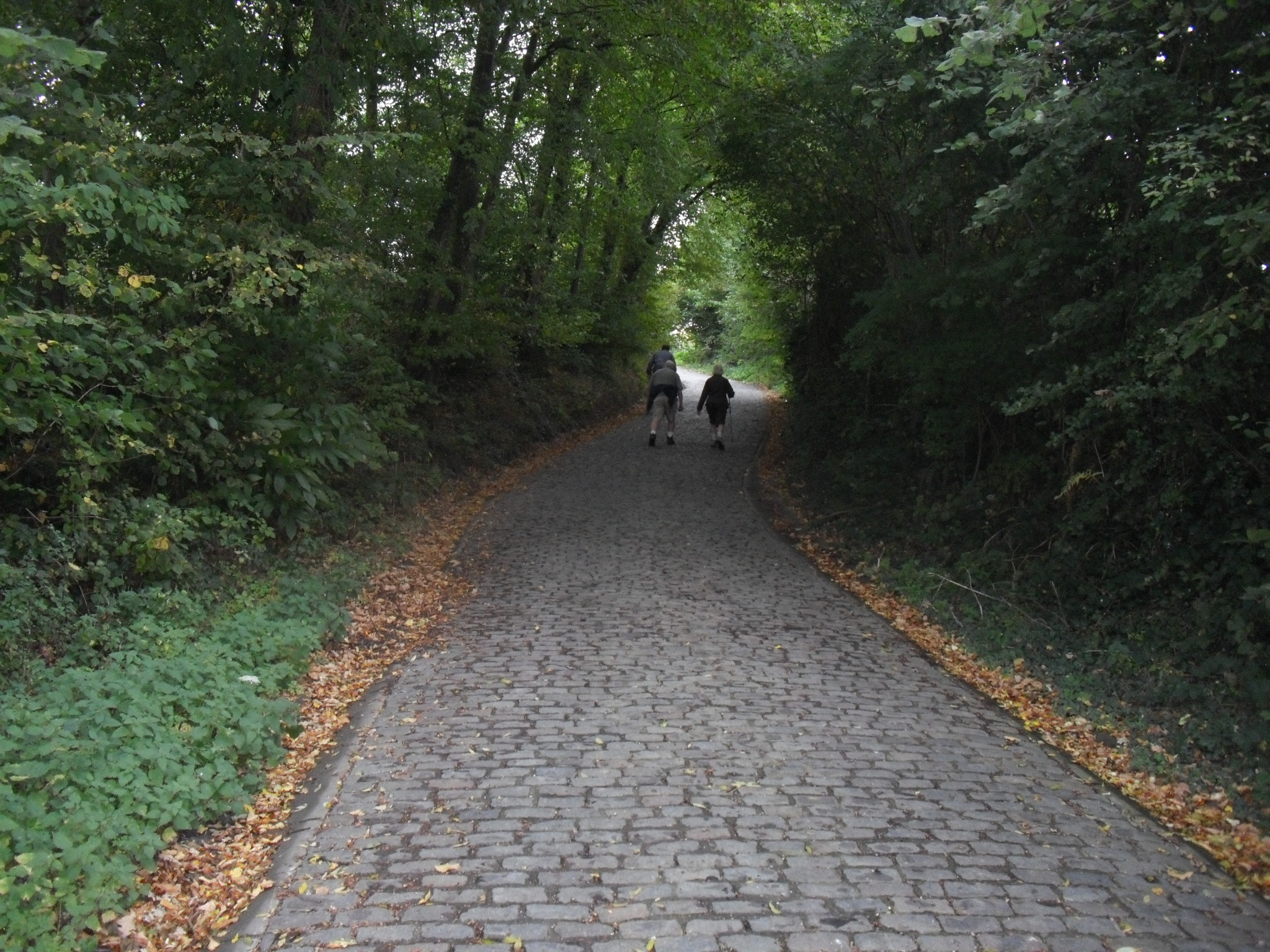
De Rampe, helling en kasseiweg.

De Rampe is een korte gekasseide helling gelegen in Kluisbergen in de Belgische provincie Oost-Vlaanderen. Het is een deel van de kasseiweg Watermolenstraat, die de Keuzelingestraat verbindt met de Kalkhovenstraat.

## Fietsroute
Het is een onderdeel van de Eddy Merckxroute (Oost-Vlaanderen), die de Rampe aandoet en afdaalt. Een keuze omwille van de nabijheid van de Oude Kwaremont, de Paterberg, de Kluisberg en de Hotondberg. In de onderlinge strijd om de aankomstplaats van de Ronde van Vlaanderen werd de Rampe - door de stad Ronse - als nieuwe helling aan hun parcours toegevoegd. Oudenaarde haalde de aankomst binnen en de Rampe werd niet opgenomen in het parcours van 2012.
De Rampe is ook bekend bij wandelaars omwille van de ligging op het parcours van het wandelknooppuntennetwerk "Getuigenheuvels Vlaamse Ardennen".